# Allen Njie
Allen Njie (Barnesville, 26 luglio 1999) è un calciatore liberiano, centrocampista svincolato.

## Caratteristiche tecniche
È un centrocampista centrale.

## Carriera

### Club
Cresciuto nel settore giovanile del LISCR, nel 2019 è stato acquistato dal Grasshoppers. Ha esordito il 20 luglio 2019 disputando l'incontro di Challenge League vinto 2-1 contro lo Stade Lausanne.
Il 29 novembre 2023 rescinde il proprio contratto con l'Aarau.

### Nazionale
Ha esordito con la nazionale liberiana il 22 luglio 2018 disputando l'amichevole pareggiata 0-0 contro la Sierra Leone.

## Statistiche
Statistiche aggiornate al 23 giugno 2022.

### Presenze e reti nei club
| Stagione        | Squadra         | Campionato      | Campionato | Campionato | Coppe nazionali | Coppe nazionali | Coppe nazionali | Coppe continentali | Coppe continentali | Coppe continentali | Altre coppe | Altre coppe | Altre coppe | Totale | Totale | Totale |
| Stagione        | Squadra         | Comp            | Pres       | Reti       | Comp            | Pres            | Reti            | Comp               | Pres               | Reti               | Comp        | Pres        | Reti        | Pres   | Reti   |        |
| --------------- | --------------- | --------------- | ---------- | ---------- | --------------- | --------------- | --------------- | ------------------ | ------------------ | ------------------ | ----------- | ----------- | ----------- | ------ | ------ | ------ |
| 2019-2020       | Grasshoppers    | ChL             | 18         | 2          | CS              | 3               | 0               |                    | -                  | -                  |             | -           | -           | 21     | 2      |        |
| feb.-giu. 2021  | Slaven Belupo   | 1.HNL           | 1          | 0          | CC              | 1               | 0               |                    | -                  | -                  |             | -           | -           | 2      | 0      |        |
| 2021-2022       | Aarau           | ChL             | 33         | 1          | CS              | 2               | 0               |                    | -                  | -                  |             | -           | -           | 35     | 1      |        |
| Totale carriera | Totale carriera | Totale carriera | 52         | 3          |                 | 6               | 0               |                    | -                  | -                  |             | -           | -           | 58     | 3      |        |

## Statistiche

### Cronologia presenze e reti in nazionale
Aggiornato al 5 giugno 2023

| Cronologia completa delle presenze e delle reti in nazionale ― Liberia | Cronologia completa delle presenze e delle reti in nazionale ― Liberia | Cronologia completa delle presenze e delle reti in nazionale ― Liberia | Cronologia completa delle presenze e delle reti in nazionale ― Liberia | Cronologia completa delle presenze e delle reti in nazionale ― Liberia | Cronologia completa delle presenze e delle reti in nazionale ― Liberia | Cronologia completa delle presenze e delle reti in nazionale ― Liberia | Cronologia completa delle presenze e delle reti in nazionale ― Liberia |
| Data                                                                   | Città                                                                  | In casa                                                                | Risultato                                                              | Ospiti                                                                 | Competizione                                                           | Reti                                                                   | Note                                                                   |
| ---------------------------------------------------------------------- | ---------------------------------------------------------------------- | ---------------------------------------------------------------------- | ---------------------------------------------------------------------- | ---------------------------------------------------------------------- | ---------------------------------------------------------------------- | ---------------------------------------------------------------------- | ---------------------------------------------------------------------- |
| 9-9-2018                                                               | Monrovia                                                               | Liberia                                                                | 1 – 1                                                                  | RD del Congo                                                           | Qual. Coppa d'Africa 2019                                              | -                                                                      |                                                                        |
| 11-10-2018                                                             | Brazzaville                                                            | Rep. del Congo                                                         | 3 – 1                                                                  | Liberia                                                                | Qual. Coppa d'Africa 2019                                              | -                                                                      | 34’                                                                    |
| 16-10-2018                                                             | Monrovia                                                               | Liberia                                                                | 2 – 1                                                                  | Rep. del Congo                                                         | Qual. Coppa d'Africa 2019                                              | -                                                                      |                                                                        |
| 18-11-2018                                                             | Monrovia                                                               | Liberia                                                                | 1 – 0                                                                  | Zimbabwe                                                               | Qual. Coppa d'Africa 2019                                              | -                                                                      |                                                                        |
| 24-3-2019                                                              | Kinshasa                                                               | RD del Congo                                                           | 1 – 0                                                                  | Liberia                                                                | Qual. Coppa d'Africa 2019                                              | -                                                                      | 73’                                                                    |
| 26-3-2019                                                              | Abidjan                                                                | Costa d'Avorio                                                         | 1 – 0                                                                  | Liberia                                                                | Amichevole                                                             | -                                                                      | 87’                                                                    |
| 4-9-2019                                                               | Monrovia                                                               | Liberia                                                                | 3 – 1                                                                  | Sierra Leone                                                           | Qual. Mondiali 2022                                                    | -                                                                      |                                                                        |
| 8-9-2019                                                               | Freetown                                                               | Sierra Leone                                                           | 1 – 0                                                                  | Liberia                                                                | Qual. Mondiali 2022                                                    | -                                                                      | 26’                                                                    |
| 9-10-2019                                                              | Monrovia                                                               | Liberia                                                                | 1 – 0                                                                  | Ciad                                                                   | Qual. Coppa d'Africa 2023                                              | -                                                                      |                                                                        |
| 13-10-2019                                                             | N'Djamena                                                              | Ciad                                                                   | 1 – 0 (6 - 4 dtr)                                                      | Liberia                                                                | Qual. Coppa d'Africa 2023                                              | -                                                                      |                                                                        |
| 3-9-2021                                                               | Lagos                                                                  | Nigeria                                                                | 2 – 0                                                                  | Liberia                                                                | Qual. Mondiali 2022                                                    | -                                                                      | Cap. 43’                                                               |
| 7-10-2021                                                              | Accra                                                                  | Liberia                                                                | 1 – 2                                                                  | Capo Verde                                                             | Qual. Mondiali 2022                                                    | -                                                                      | Cap. 55’                                                               |
| 10-10-2021                                                             | Praia                                                                  | Capo Verde                                                             | 1 – 0                                                                  | Liberia                                                                | Qual. Mondiali 2022                                                    | -                                                                      | Cap.                                                                   |
| 13-11-2021                                                             | Tangeri                                                                | Liberia                                                                | 0 – 2                                                                  | Nigeria                                                                | Qual. Mondiali 2022                                                    | -                                                                      | 65’                                                                    |
| 16-11-2021                                                             | Tangeri                                                                | Liberia                                                                | 3 – 1                                                                  | Rep. Centrafricana                                                     | Qual. Mondiali 2022                                                    | -                                                                      | 21’                                                                    |
| 13-6-2022                                                              | Casablanca                                                             | Liberia                                                                | 0 – 2                                                                  | Marocco                                                                | Qual. Coppa d'Africa 2023                                              | -                                                                      |                                                                        |
| 24-3-2023                                                              | Soweto                                                                 | Sudafrica                                                              | 2 – 2                                                                  | Liberia                                                                | Qual. Coppa d'Africa 2023                                              | -                                                                      | 45’ 73’                                                                |
| 28-3-2023                                                              | Monrovia                                                               | Liberia                                                                | 1 – 2                                                                  | Sudafrica                                                              | Qual. Coppa d'Africa 2023                                              | -                                                                      | 71’                                                                    |
| Totale                                                                 |                                                                        | Presenze                                                               | 18                                                                     |                                                                        | Reti                                                                   | 0                                                                      |                                                                        |

## Palmarès

### Club

#### Competizioni nazionali
- Coppa del Liechtenstein: 1

Vaduz: 2023-2024